# Hatterscheid (Ruppichteroth)
Hatterscheid ist ein Ortsteil der Gemeinde Ruppichteroth im Rhein-Sieg-Kreis in Nordrhein-Westfalen. Bis zum 1. August 1969 war Hatterscheid ein Ortsteil der damals eigenständigen Gemeinde Winterscheid.

## Lage
Umliegende Orte sind Winterscheid, Bechlingen und Fußhollen. Hatterscheid liegt zwischen Wiesen und Wäldern. Die Buslinie 531 verbindet Hatterscheid und umliegende Dörfer mit Hennef sowie dem Gemeindezentrum mit mehreren Einkaufsmöglichkeiten. Zur Landesstraße 86 im Osten sind es etwa 1,5 km und zur Bundesstraße 478 im Norden 2 km.

## Einwohner
1712 gab es in Hatterscheid 28 Haushalte mit 121 Einwohnern. 1809 hatte der Ort 78 katholische Einwohner, 1817 waren es 101 Bewohner. 1843 wohnten hier 116 katholische Einwohner in 25 Häusern.
1885 waren für Hatterscheid 23 Wohnhäuser mit 81 Einwohnern verzeichnet. 1910 waren für Hatterscheid acht Haushalte verzeichnet, darunter in der Mehrzahl Ackerbauern. Der Ort gehörte damals zur Gemeinde Winterscheid.

## Bodendenkmäler
In Hatterscheid befinden sich mehrere eingetragene ortsfeste Bodendenkmäler gemäß § 3 Denkmalschutzgesetz NRW. In diese Bodendenkmalliste sind eingetragen:
- Landwehr mit Verschanzung, Geschützstellung und Batterie
- mehrere Dämme und
- die Feuerstellung V1.